# Джаноджі
Джаноджі (гінді जानोजी भोंसले; д/н — 16 травня 1772) — 2-й магараджа Наґпура в 1755—1772 роках.

## Життєпис
Походив з династії Бхонсле, гілки Хінганікар. Старший син магараджи Раґходжі I. Замолоду брав участь у військовій кампанії 1740—1741 років на півдні Індостану. 1746 року очолив війська в Оріссі, завдавши в декількох битвах бенгальському набобу Аліварді-хану. 1747 року повернувся до Наґпуру.
1755 року після смерті батька за підтримки Кріснаджі Говінд Рао, субадара Берара, Нарахар Баллал, субадара Нагпура, Сівабхат Сатх, субадара Каттака, отримав трон магараджи, незважаючи на висунуті претензії свого зведеного брата Мудходжі. Але останній отримав допомогу з боку пешви Баладжі Баджі Рао, що не бажав подальшого посилення Нагпуру. Тому претендент отримав частину володінь батька — Чандрапур. Інші брати Даноджі — Бімбаджі й Сабаджі — відповідно Чаттісгарх і Дарву. Останні повинні були сплатити пешві данину в 2 млн рупій.
В подальшому допомагав Джаноджі пешві у війні проти Салабат Джанга, нізама Гайдарабаду. 1759 року проти магараджі знову повстав Мудходжі, але того в битві біля Рахатганви було переможено. Невдовзі було укладено договір, за яким було вирішено, що Мудходжі братиме активну участь в урядуванні князівства.
1760 року Джаноджі спільно з Мудходжі відзначилися у битві біля Удгіра, де нізаму було завдано тяжкої поразки. Невдовзі скорситався повстанням проти Мудходжі його власник командуючих, щоби зайняти Чандрапур. Але невдовзі замирився з братом, усиновивши небожа Раґходжі, якого оголосив своїм спадкоємцем.
1761 року не брав участь в битві при Паніпаті, де армія пешви зазнала поразки від афганців. Того ж року нарешті був визнаний магараджею з боку нового пешви Мадхав Рао I. Лише після цього став сплачувати до скарбниці держави маратхів визначений розмір данини з Наґпуру. Невдовзі за цим долучився до армії пешви і брав участь в битві при Камбхарґонді, в якій було переможено армію нізама Гайдарабаду. При цьому Джаноджі сприяв мирному договору всупереч думки радників Мадхав Рао I, які бажали повністю знищити оточене військо нізама. За це магараджа Нагпуру збільшив частку, отрмианої данини з Берару до 40 %. 1762 року було оформлено союз Нагпуру і Гайдарабаду.
1763 року спільно з новим нізамом Асаф Джахом II атакував Пуну. Але невдовзі пешва перейшов у наступ , а водночас відправив Махаджі Скіндію, магараджу Гваліору, проти володінь Джаноджі. За цих осбтавин останній перейшов на бік пешви і 10 серпня брав участь у битві при Раксасабхувані, де нізам знову зазнав поразки. За умовами миру отримав значні володінь за рахунок Гайдарабаду.
1765 року Мадхав Рао I і Асаф Джах II спільно виступили проти Джаноджі під приводом того, що магараджа Нагпуру не дотримуються домовленостей щодо збору данини з Берару. Джаноджі зрештою відступив до фортеці Чандапур, звідки став вести перемовини про мир. 1766 року було підписано договір, за яким магараджа Нагпуру втратив 3/4 земель, отриманих у 1763 році. Їх поділили пешва і нізам.
1767 року спрямував допоміжні війська Раґханатх Рао (стрийко пешви Мадхав Рао I), що повстав і рушив проти Ахіл'я Баї. магарані Індауру. Втім наґпурський загін не встиг дістатися місця призначення до поразки Раґханатх Рао. Це стало приводом до нової кампанії пешви проти Джаноджі. До неї приєднався нізам. 1768 року доволі швидко ворог зайнявземлі на захід від річки, 20 січня 1769 року впала важлива фортеця Амнер, незабаром ворог захопив і розграбував столицю Нагпур. В свою чергу Джаноджі закріпив в Чандрапурі, звідки поширив чутки, що йде на Пуну (столицю пешви). За цих обставин Мадхав Рао I вирішив замиритися. Договір було ідписано в Канакпурі 23 березня 1769 року. відповідно до якого Джаноджі отримував землі в компенсацію втрачених у 1766 році, але передавав пешві Акалкот, Мукундпуру, Махоба, Картане, Джинтур, Сакархеда і Мехекар, данина пешві зменшувалася з 900 тис. рупій до 500 тис.
Зусилля магараджи в наступні роки були спрямовані на відродженні економіки, війська, відбудови столиці та фортів. Помер Джаноджі 1772 року. Владу перебрав його брат Сабаджі.